# Mantidactylus betsileanus
Espèce
Synonymes
- Rana betsileana Boulenger, 1882
- Rhacophorus fumigatus Mocquard, 1895
- Mantidactylus multiplicatus Boettger, 1913
- Mantidactylus brunneus Ahl, 1929
- Mantidactylus tripunctatus Angel, 1930

Statut de conservation UICN

 LC  : Préoccupation mineure
Mantidactylus betsileanus est une espèce d'amphibiens de la famille des Mantellidae.

## Taxinomie
Selon Miguel Vences, ce taxon représenterait un complexe d'au moins cinq espèces.

## Répartition

Aire de répartition de Mantidactylus betsileanus

Cette espèce est endémique de Madagascar où elle est présente du niveau de la mer jusqu'à 1 500 m d'altitude,.

## Zoo
Le Parc Zoologique de Paris détient un petit groupe de spécimens.

## Galerie
Différent spécimens de plusieurs tailles:

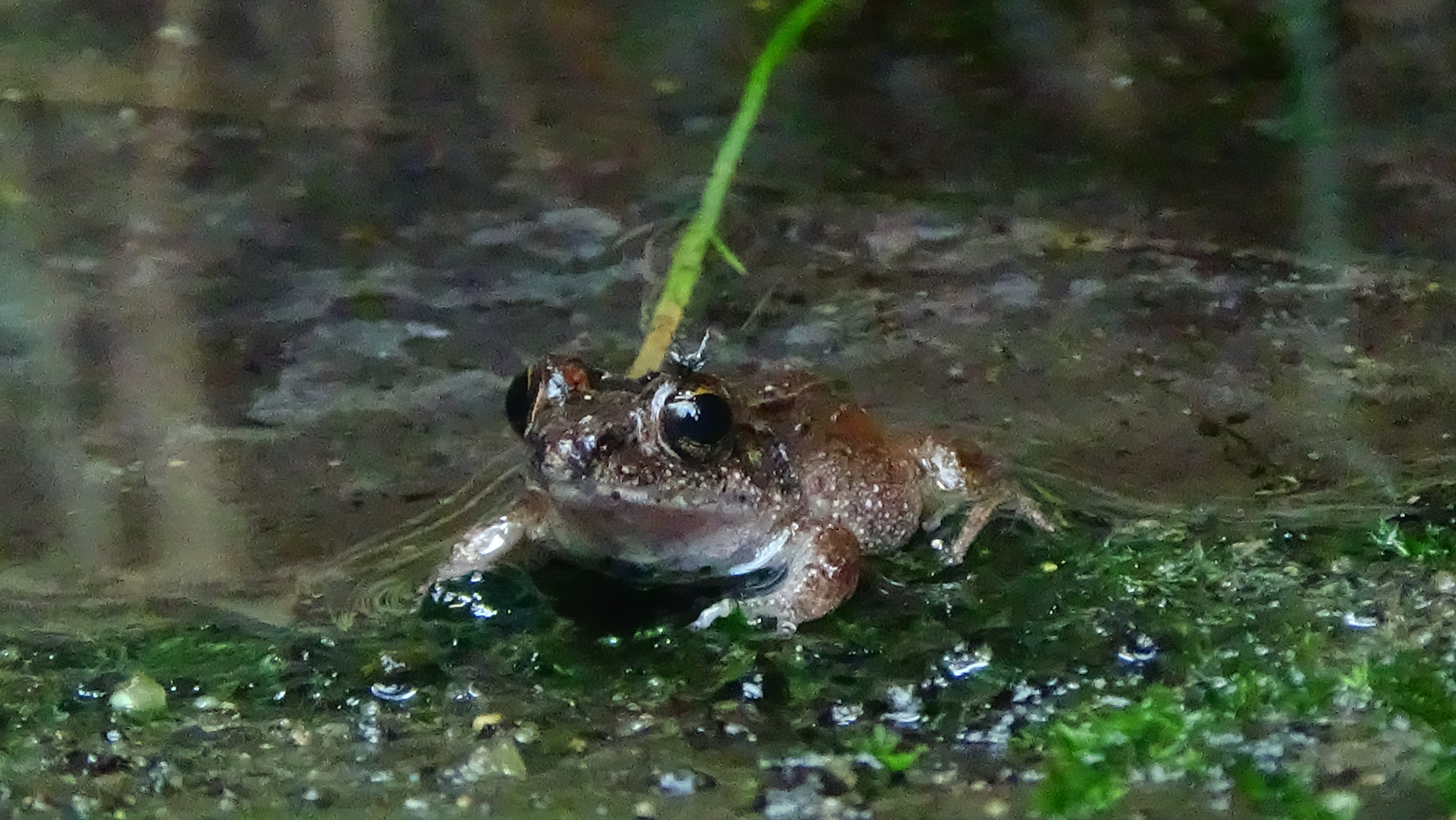
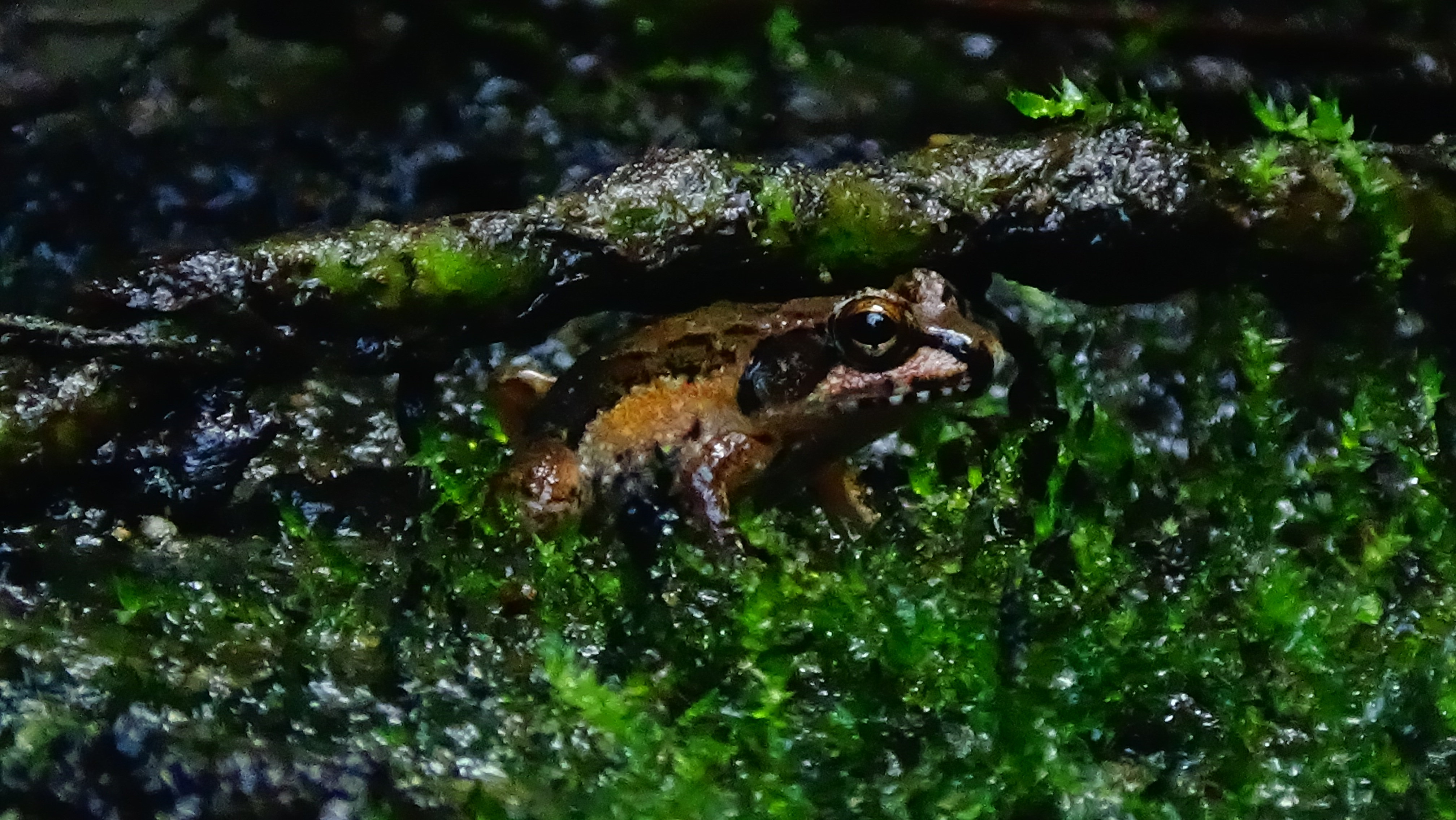
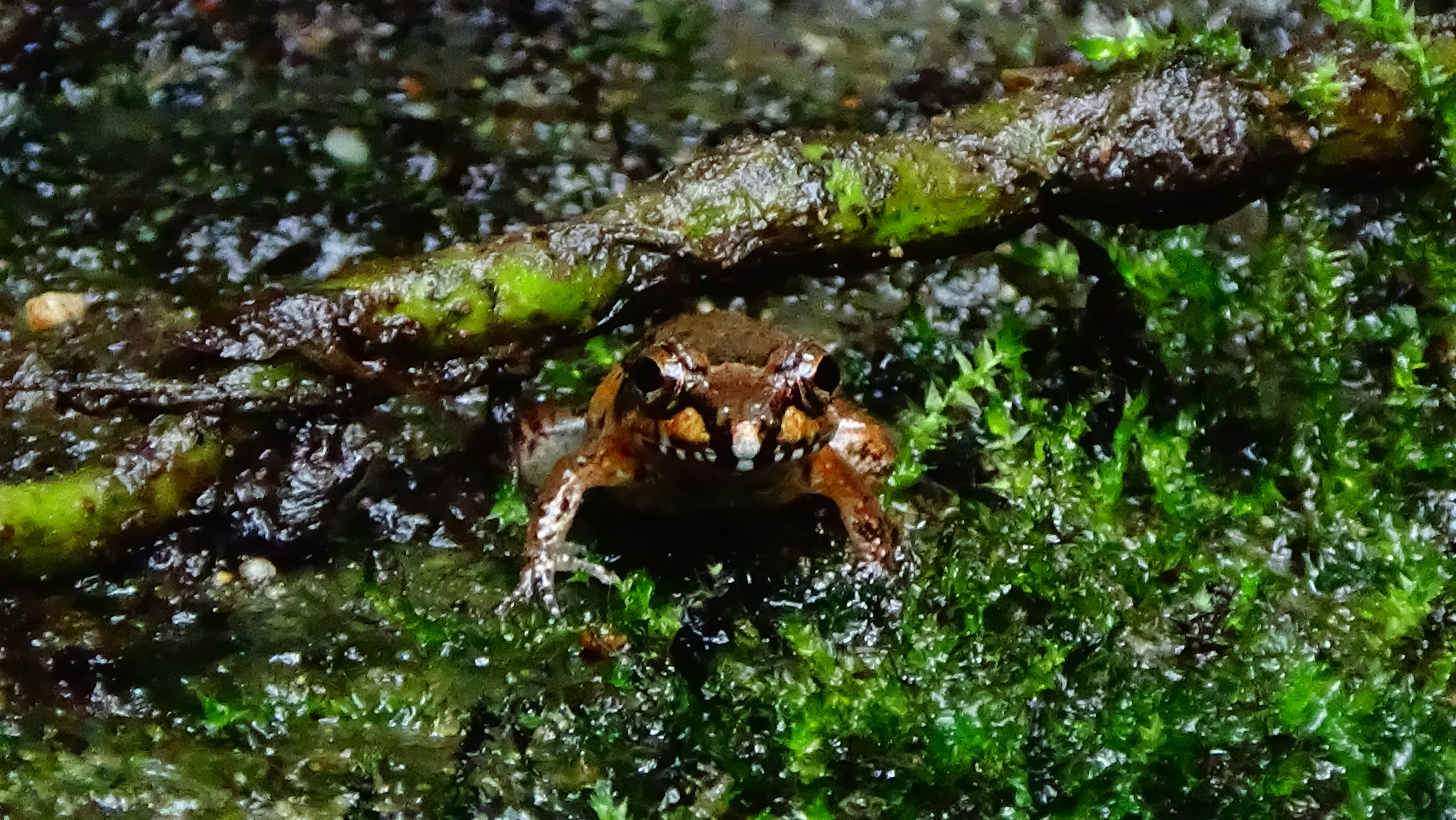
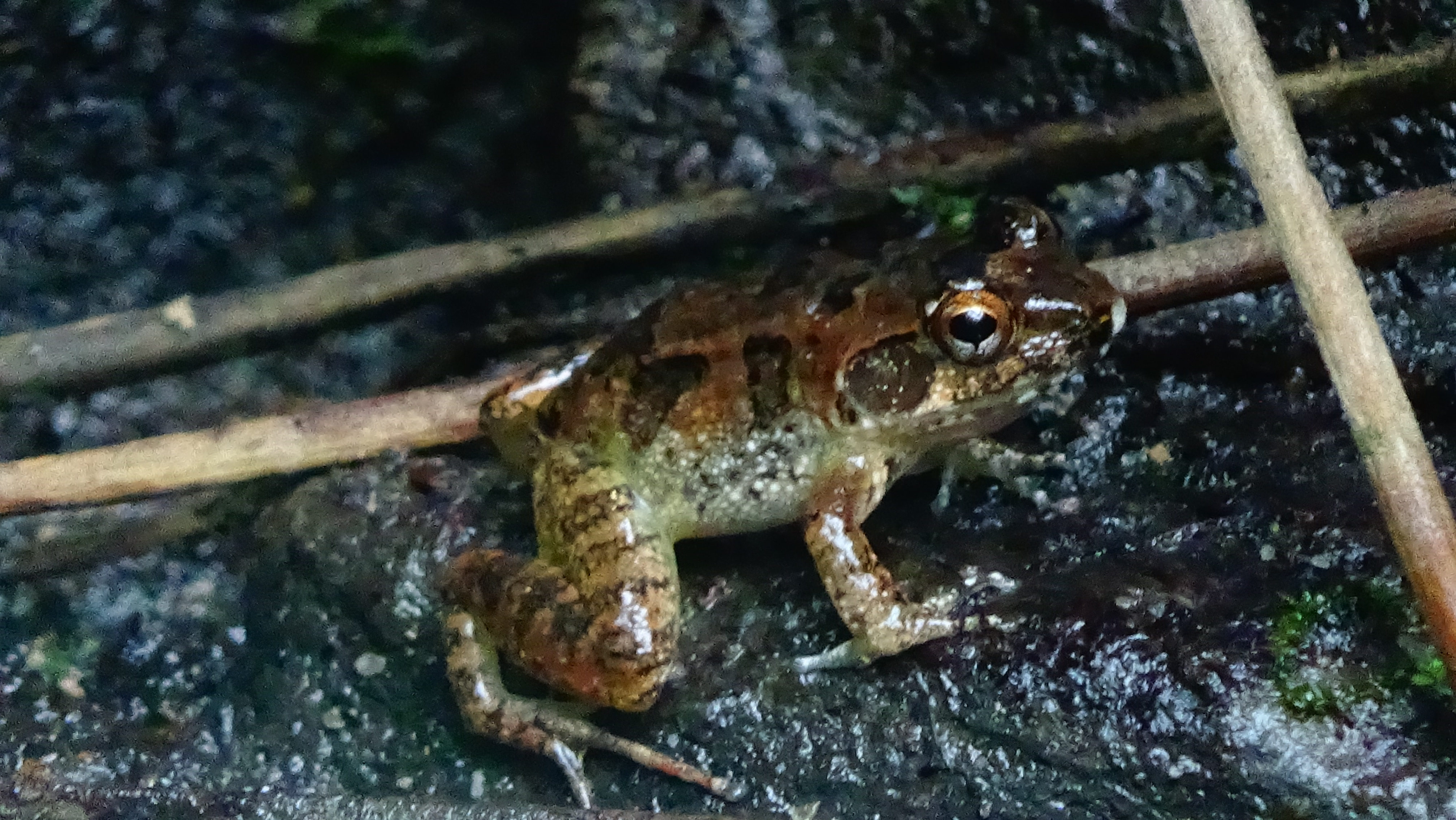
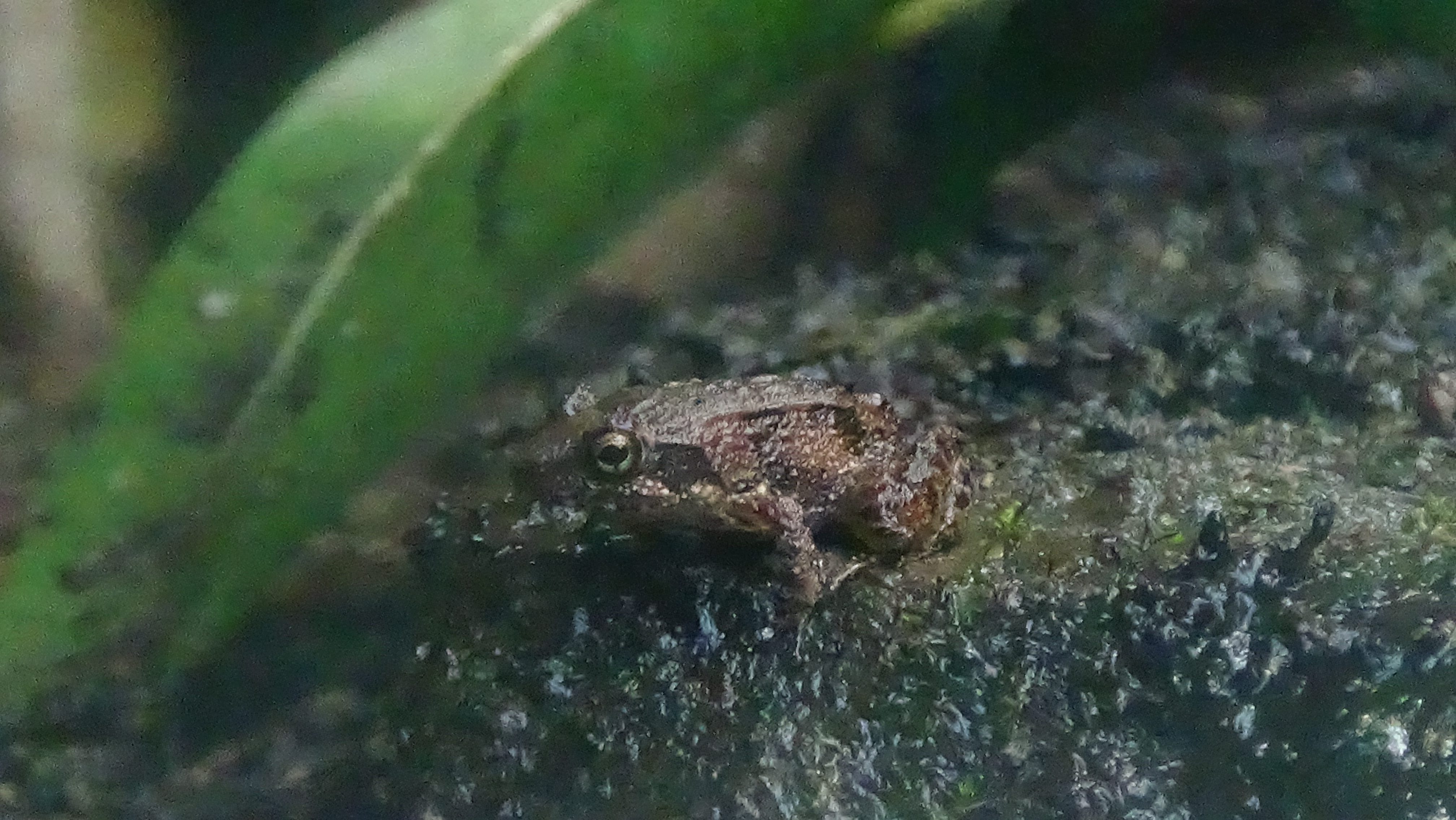

## Publications originales
- Ahl, 1929 "1928" : Beschreibung neuer Frösche aus Madagascar. Mitteilungen aus dem Zoologischen Museum in Berlin, vol. 14, p. 469-484.
- Angel, 1930 : Description d'un Batracien nouveau de Madagascar, appartenant au genre Mantidactylus (Matériaux des Missions de M. R. Decary). Bulletin du Museum National d'Histoire Naturelle, sér. 2, vol. 2, p. 619-620.
- Boettger, 1913 : Reptilien und Amphibien von Madagascar, den Inseln und dem Festland Ostafrikas. in Voeltzkow, Reise in Ost-Afrika in den Jahren 1903-1905 mit Mitteln der Hermann und Elise geb. Heckmann-Wentzel-Stiftung. Wissenschaftliche Ergebnisse. Systematischen Arbeiten. vol. 3, no 4, p. 269-376 (texte intégral).
- Boulenger, 1882 : Catalogue of the Batrachia Salientia s. Ecaudata in the collection of the British Museum, ed. 2, p. 1-503 (texte intégral).
- Mocquard, 1895 : Sur les reptiles recueillis à Madagascar de 1867 à 1885 par M. Grandidier. Bulletin de la Société Philomathique de Paris, sér. 8, vol. 7, p. 93-111 (texte intégral).